# Ore no Kanojo to Osananajimi ga Shuraba Sugiru
Ore no Kanojo to Osananajimi ga Shuraba Sugiru (japonês: 俺の彼女と幼なじみが修羅場すぎる, Hepburn: lit.  "Minha namorada e minha amiga de infância brigam demais"), abreviada como Oreshura (俺修羅), é uma light novel japonesa escrita por Yūji Yūji e ilustrada por Ruroo. Foi publicada pela editora SoftBank Creative entre fevereiro de 2011 e fevereiro de 2022, sendo finalizada com 18 volumes e mais um volume extra. A light novel recebeu quatro adaptações em mangá e uma adaptação para uma série de anime de 13 episódios, produzida pela A-1 Pictures, exibida entre janeiro e abril de 2013.

## Enredo
Eita Kido entra ensino médio com o objetivo de se formar com notas altas o suficiente para que ele possa ganhar uma bolsa de estudos para a faculdade de medicina . Com este objetivo em mente e do fato de que seus pais se divorciaram , formado novas famílias e o deixado aos cuidados de um parente, ele evita qualquer coisa a ver com o romance ou amor. Um dia, a garota mais bonita da escola, Masuzu Natsukawa, o convida para voltarem para casa juntos, mas ele recusa. Depois de vários dias, ele desiste e volta para casa com ela. Acontece que Masuzu está cansada de ser o centro das atenções e receber cantadas e declarações todos os dia, então ela sugere que ela e Eita se tornam um casal falso. Embora Eita tente recusar, Masuzu o chantageia para se tornar seu namorado de mentira. A notícia do novo casal se espalha rapidamente por toda a escola e a amiga de infância de Eita, Chiwa Harusaki, que gosta dele, começa a competir com Masuzu pelo afeto de Eita.

## Personagens

### Principais
Eita Kidō (季堂 鋭太, Kidō Eita)
Voz original: Junji Majima (CD drama), Ryōta Ōsaka (anime)
Eita é o personagem principal que tem o objetivo de entrar na escola de medicina depois de se formar no ensino médio. Ele é muito inteligente e sempre tira as melhores notas. Ele tem uma forte desconfiança de amor e romance por causa do divorcio de seus pais, e se declara adepto do "anti-romance". Apesar disso, ele acaba se apaixonando com Masuzu. É revelado que durante a escola secundária, ele tinha delírios adolescentes e se imaginava como "Burning Fighting Fighter", traduzido literalmente para Guerreiro Lutador Ardente. No entanto, o acidente de Chiwa o levou a abandonar suas ilusões e decidir se tornar um médico. Sua antipatia ao romance também decorre do fato de que isso iria atrapalhar seus estudos. Apesar de ter superado seus delírios adolescentes, ele as vezes fica emocionalmente perturbado.
Masuzu Natsukawa (夏川 真涼, Natsukawa Masuzu)
Voz original: Chiwa Saitō (CD drama), Yukari Tamura (anime)
Masuzu é a "namorada de mentira" de Eita. Ela é a garota mais bonita da escola que voltou ao Japão depois de passar nove anos no exterior. Como Eita, ela odeia romance, e esta cansada de receber (e rejeitar) declarações. Masuzu adquire um caderno antigo de Eita, cheio de anotações e rabiscos embaraçosos, para chantageá-lo para fingir ser seu namorado, deixando-o louco. Ela finalmente se apaixona por Eita sem realmente perceber, e fica com ciúmes quando ele interage com outras garotas. Quando ela não está com Eita, Masuzu tem uma personalidade fria, mas quando ela está com ele, ela é mais extrovertida. Como Chiwa, ela é uma péssima cozinheira. Masuzu gosta de citar cenas do mangá JoJo's Bizarre Adventure. Como ela é "namorada falsa" de Eita, Chiwa, Himeka e Ai unem forças contra ela quando lutando por ele. Sua vida familiar na Suécia e seu relacionamento com eles, especialmente com o pai, é complicado e tem influenciado sua personalidade. No entanto, por causa disso ela teve que aprender a agir e apresentar uma cara falsa para a sociedade, eventualmente, fazendo com que ela sofra de uma crise de identidade.
Chiwa Harusaki (春咲 千和, Harusaki Chiwa)
Voz original: Aki Toyosaki (CD drama), Chinatsu Akasaki (anime)
Chiwa é amiga de infância de Eita. Ela é geralmente chamada de "Chiwawa" (chihuahua) por seus amigos por causa de seu físico e as marias-chiquinhas em seu cabelo, que lembram as orelhas do filhote de cachorro. Ela usa uma coleira no pescoço e age tanto como um cão ou um gato. Eita a trata como uma irmã mais nova. Ela começou a frequentar o clube de Kendo na escola primária, mas teve que abandonar um ano antes de entrar no colegial devido a uma grave lesão que sofreu em um acidente de carro. Este evento é a razão que Eita quer seguir uma carreira médica (para que ele possa ajudá-la a recuperar totalmente dos ferimentos). Chiwa não desiste facilmente e está em constante luta com Masuzu pelo afeto de Eita. Ela adora comer e gosta especialmente de carne, mas é uma péssima cozinheira. No entanto, ela começa a melhorar sua habilidade na cozinha para conquistar Eita. Chiwa sempre foi apaixonada por Eita, mas era tímida demais para confessar até que Masuzu e Eita começaram a "namorar". Ela finalmente confessa seus sentimentos, mas é rapidamente interrompida por Masuzu. Desde então, Chiwa decide confrontar Masuzu, Ai e Hime para não perde-lo e não desistir de sua promessa.
Himeka Akishino (秋篠 姫香, Akishino Himeka)
Voz original: Hisako Kanemoto
Himeka é "ex-namorada" de Eita. Ela ainda é perdidamente apaixonada por ele. Himeka tem delírios adolescentes, acreditando que em uma vida anterior que ela era "Burning Princess Saint Dragon Lady of Dawn". Sabendo que Eita também tinha delírios, ela acredita que eles eram um casal em sua vida anterior. Quando não está imersa em seus delírios, Himeka é realmente tranquila e normalmente só responde a perguntas acenando com a cabeça. Outras meninas muitas vezes a chamam de "Hime" (姫 - Princesa), por causa do prefixo de seu primeiro nome. Masuzu a chama de Himeshi (Hime de Himeka+shi de Akishino).
Ai Fuyuumi (冬海 愛衣, Fuyuumi Ai)
Voz original: Ai Kayano
Ai é "noiva" e amiga de infância de Eita que ele conhecia um ano antes de conhecer Chiwa e que se afastou há dez anos, mas se reaproximou recentemente. Ai acha que é a pessoa certa para Eita porque ela se declarou para ele quando eles estavam no jardim de infância e até assinou uma certidão de casamento de brincadeira, tornando-os "noivos", embora Eita não entendia o conceito de casamento. Ai mentiu sobre ter um namorado na faculdade, e também tem um caderno igual o de Eita. Ninguém mais exceto Kaoru sabe sobre isso. Ela muitas vezes tem delírios de si mesma e Eita como um casal. Ela o chama de Takkun. Como um membro do comitê de disciplina dos alunos, ela tenta parar Chiwa e Masuzu das atividades do clube, mas depois decide se juntar ao clube para ganhar Eita de volta. Logo depois do concurso de meninas, devido ao beijo de Eita e Masuzu, Eita tenta se livrar do contrato de casamento de Ai, mas Ai chora junto de um bicho de pelúcia de infância que ela tem guardando e ao Eita tentar ajudá-la, ele acidentalmente machuca o dedo no papel deixando uma marca de sangue, assim firmando o contrato entre ele e Ai.

### Secundários
Saeko Kiryū (桐生 冴子, Kiryū Saeko)
Voz original: Kaori Nazuka
Saeko é tia de Eita, com quem ele vive desde que foi abandonado. Ela trabalha em uma empresa de jogos que faz em sua maioria jogos bishōjo, é uma perito nesses jogos e sempre faz analogias do mundo real para eles com relação às meninas . Ela é uma workaholic e pode sobreviver a longos períodos de tempo sem dormir. Apesar ser contra, ela soube imediatamente que Eita e Masuzu e não são realmente um casal. Ela dá conselhos sobre Eita ficar junto com as meninas e até disse a ele como a se desligar das outras meninas no caso de ele escolher uma delas, mas não teve êxito.
Kaoru Asoi (遊井 カオル, Asoi Kaoru)
Voz original: Risa Taneda
Ela é colega de classe de Eita e sua melhor amiga. Ela conhece Ai desde o ensino fundamental e a chama de A-chan. Embora inicialmente pareça um garoto, é insinuado na história que Kaoru pode realmente ser uma menina, ou estar apaixonada por Eita. Nas light novels, é revelado que Kaoru é na verdade uma menina. No anime e mangá é visto como menino, mesmo no mangá alternativo de Ai.
Mana Natsukawa (夏川 真那, Natsukawa Mana)
Voz original: Nao Tōyama
Mana é irmã mais nova de Masuzu, que age como guarda-costas em todos os momentos. Ela quer que sua irmã mais velha  volte para a Suécia, e até mesmo faz relatórios sobre suas atividades para seu pai. Mesmo que seu relacionamento com Masuzu seja complicado, ela parece gostar de sua irmã. No concurso de meninas, ela aconselha Eita a salvar sua irmã mais velha e sente-se feliz por ele ser namorado de sua irmã.
Miharu Misora (美空 美晴, Misora Miharu)
Miharu é um personagem que só aparece no mangá spin-off. Ela é a filha de um diretor de escola, que tenta conquistar Eita . Mais tarde é revelado , ela tinha um amigo de infância chamado Keita Fujinami , a quem ela considerava um irmão e talvez mais . No entanto, quando Keita se declarou para Masuzu , ela o rejeitou cruelmente . A rejeição afetou a tal ponto que ele foi transferido para outra escola deixando Miharu sozinha e deprimida. Quando soube que Masuzu tinha um namorado , ela busca vingança por seu amado Keita roubando Eita de Masuzu , sem saber que Masuzu e Eita não estão realmente namorando. Depois de saber os motivos de Miharu , Eita confronta ela sobre seus sentimentos por Keita e ela desiste de vingança. Mais tarde, ela se transfere para Tóquio na esperança de se reunir com Keita ; Masuzu dá a ela um envelope cheio de suas cartas de amor rejeitadas para incentivá-la e um formulário de inscrição para participar do seu clube para quando ela voltar.